# Ben Richardson
Ben Richardson, geboren op Aruba, is een voormalig Nederlands honkballer die jarenlang speelde op het hoogste niveau als rechtshandig werper en later buitenvelder en slagman.
Richardson begon zijn honkbalcarrière als werper bij Ajax in 1966, het jaar dat hij naar Nederland verhuisde. Nadat deze vereniging het honkbal afstootte ging hij verder bij de fusieclub tussen Ajax en de Giants uit Diemen, de Luycks Giants, later Unique Giants en Lottgering Schoten. Bij Schoten kwam hij uit als buitenvelder en vierde slagman.
In 1974 werd Richardson geselecteerd voor het Nederlands honkbalteam als buitenvelder. Met dit team behaalde hij driemaal zilver tijdens de Europese Kampioenschappen in 1973, 1975 en 1977. Tijdens de Haarlemse Honkbalweek werd hij twee keer (9e editie in 1976 en 10e editie in 1978) uitgeroepen tot de meest waardevolle Nederlandse speler. In de KNBSB-competitie heeft Ben Richardson driemaal de 'Homerun King'-titel binnengesleept en eenmaal zilver als op een na beste slagman.